# Кяргозеро (Сегежский район)
Кя́ргозеро (карел. Karkijärvi) — посёлок в составе Поповпорожского сельского поселения Сегежского района Республики Карелия России.

## Общие сведения
Расположен на северо-западном берегу озера Кяргозеро.
В востоку от посёлка находится государственный охотничий заказник «Кяменицкий» — особо охраняемая природная территория.

## Население
| 2002 | 2009 | 2010 | 2013 |
| ---- | ---- | ---- | ---- |
| 36   | ↘20  | ↘16  | →16  |

## Улицы
- ул. Каменистая
- ул. Лесная
- ул. Озёрная
- ул. Северная
- ул. Центральная
- ул. Школьная